# Presidentvalet i Österrike 2016

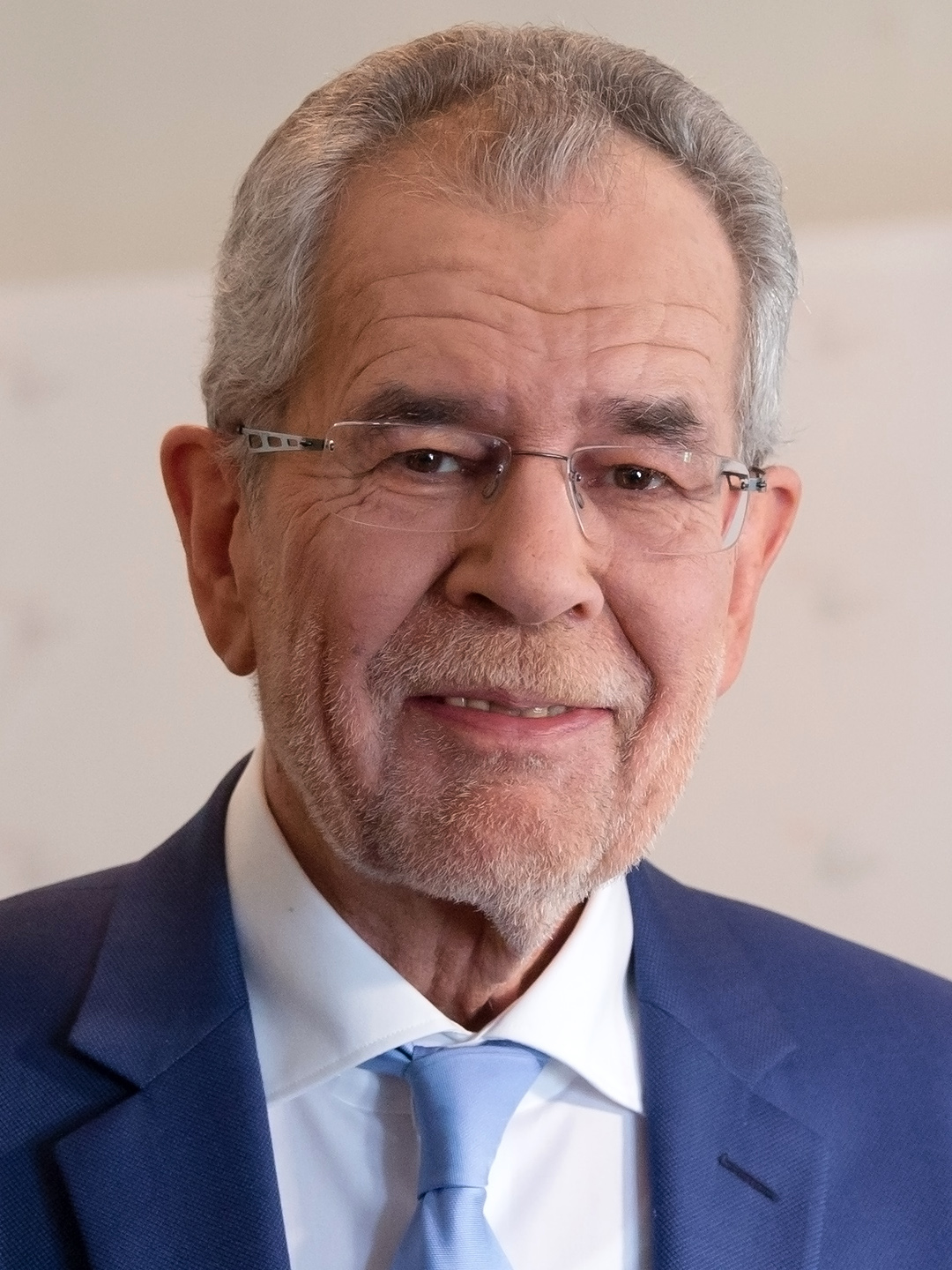
Alexander Van der Bellen, oberoende kandidat, tidigare partiledare för De gröna, vann valet.

Presidentvalet i Österrike 2016 genomfördes 4 april med en andra valomgång den 6 juni. Den andra valomgången ogiltigförklarades och omval hölls den 4 december 2016 där Alexander Van der Bellen fick 53,8 procent av rösterna och därmed vann mot Norbert Hofer.
Presidentvalet i Österrike avgörs genom ett tvåstegsförfarande, där de kandidater med flest röster i första omgången ställs mot varandra i en andra omgång, såvida ingen kandidat får mer än hälften av alla röster redan i första valomgång.
I den första omgången av  presidentvalet, den 4 april 2016, fick Norbert Hofer, FPÖ, den största röstandelen med 35,1 procent av rösterna och gick därmed vidare till den andra omgången den 22 maj, tillsammans med den oberoende kandidaten Alexander Van der Bellen, tidigare partiledare för de gröna, som fick 21,3 procent av rösterna. I den andra valomgången fick Van der Bellen 50,3 procent av rösterna, och vann således med 0,6 procent övervikt av rösterna gentemot Hofer, som fick 49,7 procent av rösterna.

## Ogiltigförklarad andra valomgång
Den 1 juli 2016 ogiltigförklarade den österrikiska författningsdomstolen presidentvalet grundat på de fel som förekommit i valprocessen. Överklagan angående fel gällde, bland annat, att poströster som i slutändan avgjorde valet till Van der Bellens fördel öppnades redan innan vallokalerna stängts. Vidare räknades rösterna av personer som inte var behöriga, och det fanns fall där icke röstberättigade, så som underåriga och utlänningar, kunnat rösta. De fel som begått ansågs vara så allvarliga att valet ogiltigförklarades. När den sittande förbundspresidenten avgår den 8 juli 2016 övertas därför förbundspresidentsämbetet av ett statschefskollegium bestående av nationalrådets talman, förste vice talman och andre vice talman. Norbert Hofer kommer därför att tillsammans med sina talmanskolleger utöva statschefsämbetet i Österrike fram till dess en ny president är vald.   Omvalet skulle först hållas den 2 oktober 2016, men då kuverten för valsedlar visat sig ha så svag lim att de riskerade att gå att öppna obemärkt ändrades valdagen till den 4 december 2016. Inrikesminister Wolfgang Sobotka (ÖVP) och utrikesminister Sebastian Kurz (ÖVP) har båda föreslagit att OSSE ska postera valobservatörer i alla de valdistrikt där felaktigheterna begåtts.